# Joakim Mæhle
Joakim Mæhle Pedersen (ur. 20 maja 1997 w Østervrå) – duński piłkarz, występujący na pozycji prawego obrońcy w niemieckim klubie VfL Wolfsburg oraz w reprezentacji Danii. Uczestnik Mistrzostw Świata 2022 oraz Mistrzostw Europy 2020 i 2024.

## Kariera klubowa

### Aalborg BK
W 2009 roku dołączył do akademii Aalborg BK. 10 czerwca 2016 został podpisał pierwszy profesjonalny kontrakt. Zadebiutował 7 sierpnia 2016 w meczu Superligaen przeciwko FC Nordsjælland (1:2). Pierwszą bramkę zdobył 21 października 2016 w meczu ligowym przeciwko FC Nordsjælland (1:1). 11 listopada 2016 podpisał nowy kontrakt z klubem.

### KRC Genk
9 maja 2017 podpisał kontrakt z klubem KRC Genk, obowiązujący od 1 lipca 2016. Zadebiutował 29 lipca 2017 w meczu Jupiler Pro League przeciwko Waasland-Beveren (3:3). 26 lipca 2018 zadebiutował w kwalifikacjach do Ligi Europy w meczu przeciwko Fola Esch (5:0). 20 września 2018 zadebiutował w fazie grupowej Ligi Europy w meczu przeciwko Malmö FF (2:0). Pierwszą bramkę zdobył 23 września 2018 w meczu ligowym przeciwko Cercle Brugge (2:5). W sezonie 2018/19 jego zespół zajął pierwsze miejsce w tabeli zdobywając mistrzostwo Belgii. 11 września 2019 przedłużył swój kontrakt z klubem do czerwca 2023 roku. 17 września 2019 zadebiutował w fazie grupowej Ligi Mistrzów w meczu przeciwko Red Bull Salzburg (6:2).

### Atalanta BC
4 stycznia 2021 przeszedł do drużyny Atalanta BC. Zadebiutował 6 stycznia 2021 w meczu Serie A przeciwko Parma Calcio 1913 (3:0).

## Kariera reprezentacyjna

### Dania U-20
W 2017 roku otrzymał powołanie do reprezentacji Danii U-20. Zadebiutował 24 marca 2017 w meczu towarzyskim przeciwko reprezentacji Czech U-20 (1:2).

### Dania U-21
W 2017 roku otrzymał powołanie do reprezentacji Danii U-21. Zadebiutował 6 października 2017 w meczu eliminacji do Mistrzostw Europy U-21 2019 przeciwko reprezentacji Gruzji U-21 (5:2). Pierwszą bramkę zdobył 20 czerwca 2019 w meczu fazy grupowej Mistrzostw Europy U-21 2019 przeciwko reprezentacji Austrii U-21 (3:1).

### Dania
W 2020 roku otrzymał powołanie do reprezentacji Danii. Zadebiutował 5 września 2020 w meczu Ligi Narodów UEFA przeciwko reprezentacji Belgii (0:2). Pierwszą bramkę zdobył 7 października 2020 w meczu towarzyskim przeciwko reprezentacji Wysp Owczych (4:0).

## Statystyki

### Klubowe
(aktualne na dzień 23 lutego 2021)
| Klub               | Sezon              | Liga               | Liga  | Liga   | Puchar kraju | Puchar kraju | Europa | Europa | Suma  | Suma   |
| Klub               | Sezon              | Liga               | Mecze | Bramki | Mecze        | Bramki       | Mecze  | Bramki | Mecze | Bramki |
| ------------------ | ------------------ | ------------------ | ----- | ------ | ------------ | ------------ | ------ | ------ | ----- | ------ |
| Aalborg BK         | 2016/17            | Superligaen        | 24    | 1      | 3            | 0            | –      | –      | 27    | 1      |
| Aalborg BK         | Ogólnie            | Ogólnie            | 24    | 1      | 3            | 0            | 0      | 0      | 27    | 1      |
| KRC Genk           | 2017/18            | Jupiler Pro League | 25    | 0      | 2            | 0            | –      | –      | 27    | 0      |
| KRC Genk           | 2018/19            | Jupiler Pro League | 39    | 3      | 2            | 1            | 13     | 0      | 54    | 4      |
| KRC Genk           | 2019/20            | Jupiler Pro League | 25    | 0      | 2            | 1            | 6      | 0      | 33    | 1      |
| KRC Genk           | 2020/21            | Jupiler Pro League | 16    | 1      | 0            | 0            | –      | –      | 16    | 1      |
| KRC Genk           | Ogólnie            | Ogólnie            | 105   | 4      | 6            | 2            | 19     | 0      | 130   | 6      |
| Atalanta BC        | 2020/21            | Serie A            | 8     | 0      | 3            | 0            | 0      | 0      | 11    | 0      |
| Atalanta BC        | Ogólnie            | Ogólnie            | 8     | 0      | 3            | 0            | 0      | 0      | 11    | 0      |
| Ogólnie w karierze | Ogólnie w karierze | Ogólnie w karierze | 137   | 5      | 12           | 2            | 19     | 0      | 168   | 7      |

### Reprezentacyjne
(aktualne na dzień 23 lutego 2021)
| Reprezentacja | Rok     | Mecze | Bramki |
| ------------- | ------- | ----- | ------ |
| Dania U-20    |         |       |        |
| 2017          | 1       | 0     |        |
| Ogólnie       | Ogólnie | 1     | 0      |
| Dania U-21    |         |       |        |
| 2017          | 1       | 0     |        |
| 2018          | 1       | 0     |        |
| 2019          | 5       | 2     |        |
| Ogólnie       | Ogólnie | 7     | 2      |
| Dania         |         |       |        |
| 2020          | 6       | 1     |        |
| Ogólnie       | Ogólnie | 6     | 1      |

| Mecze i gole w reprezentacji | Mecze i gole w reprezentacji | Mecze i gole w reprezentacji | Mecze i gole w reprezentacji | Mecze i gole w reprezentacji | Mecze i gole w reprezentacji | Mecze i gole w reprezentacji | Mecze i gole w reprezentacji |
| Dania U-20                   | Dania U-20                   | Dania U-20                   | Dania U-20                   | Dania U-20                   | Dania U-20                   | Dania U-20                   | Dania U-20                   |
| Lp.                          | Data                         | Miejsce                      | Gospodarz                    | Gość                         | Wynik                        | Gol                          | Rozgrywki                    |
| ---------------------------- | ---------------------------- | ---------------------------- | ---------------------------- | ---------------------------- | ---------------------------- | ---------------------------- | ---------------------------- |
| 1.                           | 24.03.2017                   |                              | Czechy U-20                  | Dania U-20                   | 1:2                          |                              | Mecz towarzyski              |
| Dania U-21                   |                              |                              |                              |                              |                              |                              |                              |
| Lp.                          | Data                         | Miejsce                      | Gospodarz                    | Gość                         | Wynik                        | Gol                          | Rozgrywki                    |
| 1.                           | 06.10.2017                   | Aalborg                      | Dania U-21                   | Gruzja U-21                  | 5:2                          |                              | el. ME U-21 2019             |
| 2.                           | 11.09.2018                   | Gorżdy                       | Litwa U-21                   | Dania U-21                   | 0:2                          |                              | el. ME U-21 2019             |
| 3.                           | 20.03.2019                   | Slagelse                     | Dania U-21                   | Belgia U-21                  | 3:2                          |                              | Mecz towarzyski              |
| 4.                           | 24.03.2019                   | Brest                        | Francja U-21                 | Dania U-21                   | 0:1                          |                              | Mecz towarzyski              |
| 5.                           | 12.06.2019                   | Pula                         | Chorwacja U-21               | Dania U-21                   | 1:0                          |                              | Mecz towarzyski              |
| 6.                           | 20.06.2019                   | Udine                        | Dania U-21                   | Austria U-21                 | 3:1                          | Gol · Gol                    | ME U-21 2019                 |
| 7.                           | 23.06.2019                   | Triest                       | Dania U-21                   | Serbia U-21                  | 2:0                          |                              | ME U-21 2019                 |
| Dania                        |                              |                              |                              |                              |                              |                              |                              |
| Lp.                          | Data                         | Miejsce                      | Gospodarz                    | Gość                         | Wynik                        | Gol                          | Rozgrywki                    |
| 1.                           | 05.09.2020                   | Kopenhaga                    | Dania                        | Belgia                       | 0:2                          |                              | Liga Narodów UEFA            |
| 2.                           | 07.10.2020                   | Herning                      | Dania                        | Wyspy Owcze                  | 4:0                          | Gol                          | Mecz towarzyski              |
| 3.                           | 11.10.2020                   | Reykjavík                    | Islandia                     | Dania                        | 0:3                          |                              | Liga Narodów UEFA            |
| 4.                           | 14.10.2020                   | Londyn                       | Anglia                       | Dania                        | 0:1                          |                              | Liga Narodów UEFA            |
| 5.                           | 11.11.2020                   | Brøndbyvester                | Dania                        | Szwecja                      | 2:0                          |                              | Mecz towarzyski              |
| 6.                           | 18.11.2020                   | Heverlee                     | Belgia                       | Dania                        | 4:2                          |                              | Liga Narodów UEFA            |

## Sukcesy

### KRC Genk
- Mistrzostwo Belgii (1×): 2018/2019